# 旧辰馬喜十郎住宅
旧辰馬喜十郎住宅（きゅうたつうまきじゅうろうじゅうたく）は兵庫県西宮市にある擬洋風建築。

## 概要
明治中期ごろから、阪神間では近代的な芸術・文化・生活様式が育まれ、阪神間モダニズムが形成された。灘の酒造家をはじめとする阪神間の実業家は、洋館建の邸宅や酒造工場、酒蔵を残したほか、美術館・博物館・学校を創設するなど地域文化に大きな貢献を果たした。
この邸宅は辰馬財閥・辰馬本家の分家である、南辰馬家当主、辰馬喜十郎（十代目当主・辰馬吉左衛門の四男）が自邸を新築するにあたって、日本人大工、山下某に神戸旧居留地の英国領事館を模すように命じたと伝わる1888年（明治21年）築の擬洋風建築である。木造総2階建の母屋（外壁2面は煉瓦積）と木造平屋建の附属屋で構成される。列柱を配したベランダや両開き鎧戸など北野町異人館群と同様のコロニアルスタイル建築の特徴を有す。

## 建築概要
- 所在地 - 〒662-0942 兵庫県西宮市浜町8-5
- 設計 - 山下某
- 竣工 - 明治21年（1888年）（上棟幣串墨書：明治一年五月三十一日上棟 辰馬喜十郎）
- 構造 - 母屋：木造2階建・外壁2面煉瓦積・桟瓦葺、付属屋：木造平屋建・桟瓦葺
- 建築面積 - 母屋：165.024m2、付属屋：27.865m2
- 文化財 - 兵庫県指定文化財一覧（指定日：1982年（昭和57年）3月26日）[2]

### 間取り
- 母屋
  - 1階 - 主室（大理石暖炉付）×2、6畳和室×3、
  - 2階 - 寝室4室（2室暖炉付）
- 附属屋 - 浴室、トイレ
- 鹿の首

## 交通アクセス
- 西宮駅 (阪神)徒歩15分

## 周辺
- 白鹿記念酒造博物館
- 白鷹禄水苑
- アンリ・シャルパンティエハーバースタジオ43
- 西宮神社